# Garudinia latana
Garudinia latana är en fjärilsart som beskrevs av Walker 1863. Garudinia latana ingår i släktet Garudinia och familjen björnspinnare. Inga underarter finns listade i Catalogue of Life.